# 朝明市
朝明市（あさけし）は、昭和時代初期の日本で三重県の旧朝明郡地域の市町村合併構想において市制施行後に採用される予定だった都市の名称。
町制が施行された市街地の多い三重郡富田町（現在の四日市市富田地区）・富洲原町（現在の四日市市富洲原地区）の2町と農村の地域である三重郡大矢知村（現在の四日市市大矢知地区）・川越村（現在の三重郡川越町）の四日市市北部地域を合併範囲としていた。朝明郡から朝明市の名称となった。

## 朝明市構想
富洲原出身の片岡恒一三重県議会議員と早川三郎三重県知事の間で富洲原港を四日市港の副商業港へ大拡張する計画があった。富田町は富洲原町ほど人口急増しなかったが、市街化が進行した。昭和4年度の職業戸数は商業479戸、工業193戸、公務自由業186戸、交通業51戸、その他220戸、水産業275戸、農業212戸であった。富田港は規模が小さくて付近には富田浜海水浴場があった。大正期に三重具富洲原町の富田一色出身の伊藤平治郎が推進した上水道及び下水道計画の相乗りのチャンスのため富洲原町との対等合併話があったが不調に終わった。
1934年（昭和9年）5月に木曽三川の国道1号の架橋完成で北勢地方は愛知県と国道で結ばれた。昭和10年代に三重県は北勢地方の工業化を進める経済政策で、富洲原港の大改修計画を中心に新市を誕生させる事として、朝明市（仮称）の建設を指導した。1934年（昭和9年）4月に着任した松崎謙二郎内務部長は三重県北部の北勢地方を視察した後、三重郡富田町・富洲原町・川越村の旧朝明郡地域の市町村合併構想を推進した。松崎内務部長は富田町・富洲原町・川越村の3町村に対して積極的に合併を提案して、朝明市建設の父として内務省・三重県各機関に呼びかけて旧朝明郡地域の統合を懸案とした。3町村の合併は将来的に昭和10年代中に実現されると観測されたが、富田・富洲原・川越の3町村合併後の人口は27000人余りで当時の市制施行の基準である3万人に到達しないため、富田・富洲原・川越の3町村の他、大矢知素麺で有名な三重郡大矢知村も同時に合併する必要性があり、三重県内務部長は4月10日に大矢知村長の森為吉の参庁を求めて桃井地方課長と共に会見して、大矢知村も朝明市構想の合併区域となり4町村の合併実現により朝明市制の実現が進展した。
伊勢新聞で大野富田町長が「朝明市」構想を打ち上げた。この朝明市構想に関係して1934年（昭和9年）8月30日に、富田町議会・富洲原町議会はいずれも満場一致で朝明市建設賛成の決議をした。川越村・大矢知村は「一躍朝明市制実施による三段跳びがはたして各村落の永久の福利をもたらすや否かやに関係しては慎重な態度が必要であり、両村共同戦線を布いて（伊勢新聞昭和9年12月28日）全国の市町村合併の事例を調査するなど慎重な態度をとった。川越・大矢知両村とも合併の趣旨には賛成であったので、朝明市実現は時間の問題と見られていた。翌年の1935年（昭和10年）1月19日に推進役の松崎三重県内務部長・桃井三重県地方課長が転出したが、後任の熊野英三重県総務部長（内務部長から総務部長に職名変更）は引き続き朝明市建設推進論を唱えた。

## 大四日市構想への転換
昭和初期に四日市市長に就任した吉田勝太郎は、1935年（昭和10年）に入ると「国産振興四日市大博覧会」の開催計画を具体化する一方「グレート四日市」建設計画を唱えるようになる。吉田市長は三重県営第3期港湾修築計画を推進して、四日市港利用の工業地域としての後背地を南部の塩浜地区・三重郡常磐村・日永村・楠町だけでなく、四日市市の北側臨海部の富田町・羽津村まで構想に入れた。これに対して富田町は「朝明市」実現を積極的に三重県に働きかけた。昭和11年度に三重県は2町2村の対等合併による朝明市建設を推進する一方で、将来的に大四日市市建設される場合、富田・富洲原地域もこれに併合しようと考えるようになり、朝明市合併対象の5町村も基本的に大四日市市計画に反対しなかったため、朝明市構想は後退して四日市市への合併構想へと転じた。
1936年（昭和11年）12月19日、四日市市議会の全員協議会は税金の課税率、合併後の特例議員数及び町村基本財産の処分方法など大四日市建設の合併大網を決定して合併委員を選出して各町村との協議を進めた。1937年（昭和12年）7月に三重郡羽津村・日永村と四日市市の合併協議がまとまったが、日中戦争の勃発で、この合併は延期となった。生川平三郎が富洲原町と富田町の合併問題に取り組み合併交渉を推進をした。しかし富田町との主導権対立のため富田と富洲原が対等合併をする「朝明市構想」の推進計画は暗礁に乗り上げ、「大四日市構想」が実現することとなった。